# Катериновка (Приднестровье)
Катериновка (рум. и молд. Caterinovca) — село, центр Катериновского сельсовета Каменского района непризнанной Приднестровской Молдавской Республики, куда кроме села Катериновка также входит село Садки.
Расположено в юго-восточной части района, на шоссейной дороге Каменка–Рыбница, в 21 км от районного центра и в 28 км от железнодорожной
станции Рыбница. На западе земли сельсовета ограничены балкой Глубокой, на севере – Слобода-Рашковским сельсоветом, на востоке – территорией Рыбницкого района. Катериновка – первый населенный пункт при въезде в Каменский район со стороны Рыбницы.
Село располагается на отрогах Волыно-Подольской
Возвышенности на высоте на 220–230 м над уровнем моря, тем самым полностью исключаются негативные последствия сезонных разливов Днестра. Село находится на равнинной поверхности с лесостепными ландшафтами, приподнятой над днестровской долиной.
Климатические условия благоприятны для интенсивного аграрного производства, однако в окрестностях села нет ручьев или водоемов. Почвенный покров в основном представлен не столь плодородными тяжелосуглинистыми чернозёмами.